# 로이 엘드리지
로이 엘드리지(Roy Eldridge, 1911년 1월 30일 ~ 1989년 2월 26일)는 미국의 트럼페터이다.